# Papadum

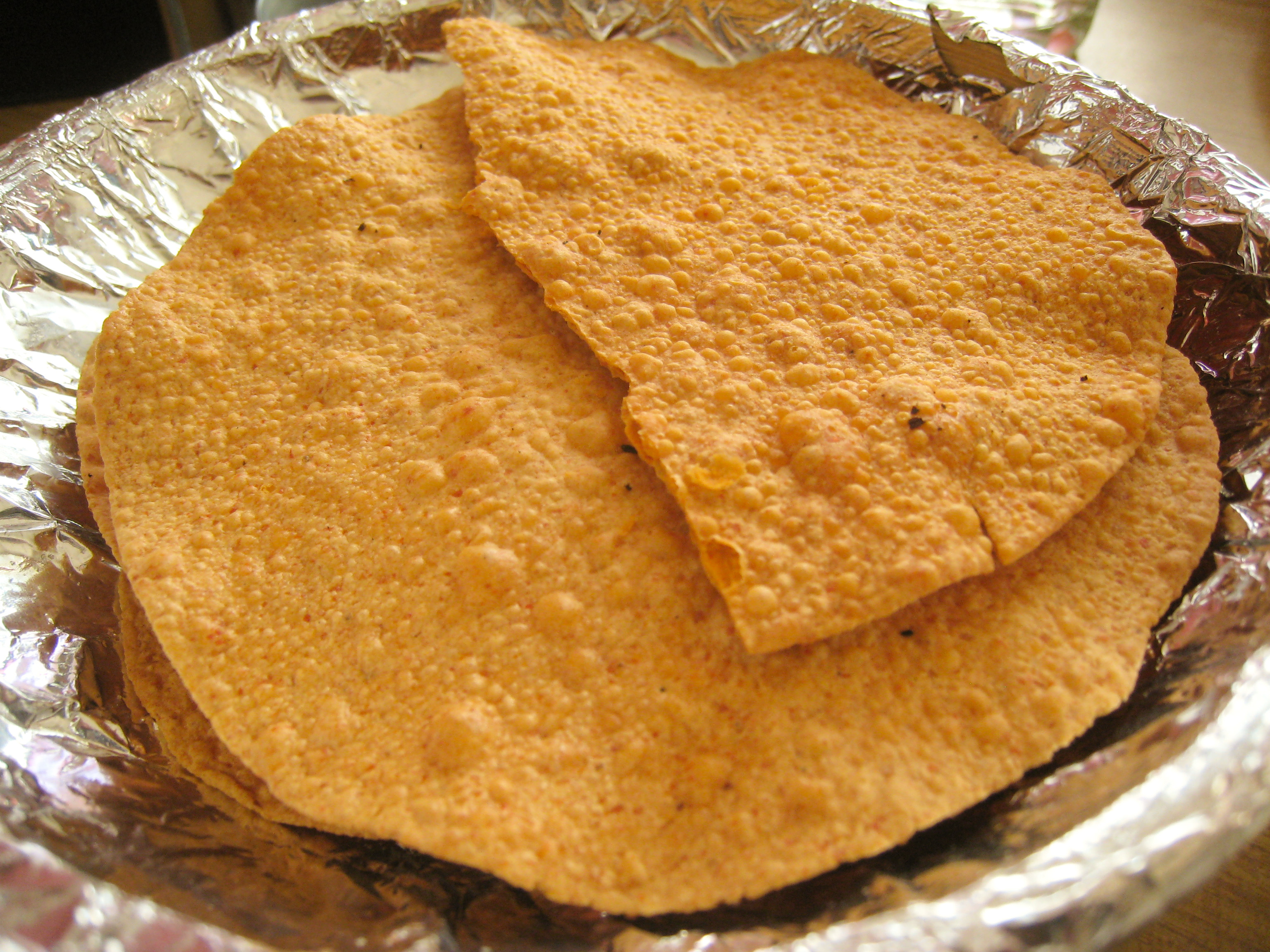
Papadum

Papadum, (ook gekend als papad in Noord-India,  pappadam (പപ്പടം) in Malayalam, happala in Kannada, appalam in Tamil, Papadam (පපඩම්) in Sinhala,  appadum (అప్పడం) in Telugu) is een dunne krokante Indiase bereiding. Het wordt in de regel opgediend als een bijgerecht bij de maaltijd in India. Het kan ook gegeten worden als een aperitiefhapje of als snack en kan belegd worden met gesnipperde uien, chutney, dipsauzen of kruiden. 
In sommige delen van India worden rauwe papadums (gedroogd maar nog niet geroosterd) gebruikt in curry's en groentebereidingen.

## Ingrediënten en bereiding
Papad kan gemaakt worden van verschillende ingrediënten en op verschillende manieren. Waarschijnlijk het meest gebruikte recept is op basis van zwarte linzen. Bloem hiervan wordt gemengd met zwarte peper, zout en dan gekneed. Daarna wordt het uitgerold in dunne schijven en gedroogd in de zon. Als het volledig gedroogd is, kan het goed bewaard worden. Papad kan als hoofdingrediënt ook rijst, nangka, sago, enz. bevatten. Om de smaak te variëren worden gemalen zwarte peper, rode chilipeper, chilipoeder, asafoetida, komijnzaden of sesamzaden gebruikt.

## Fotogalerij

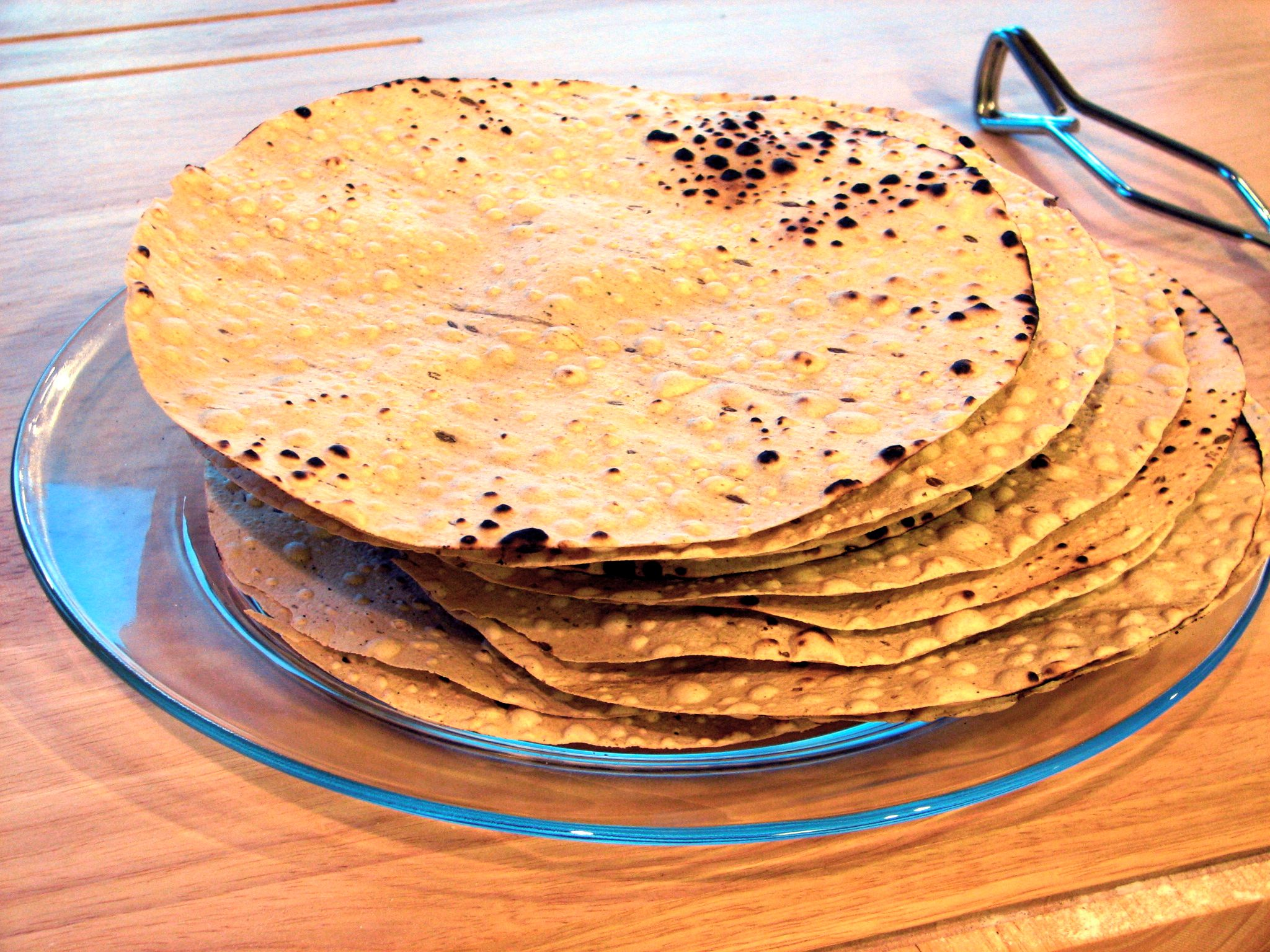
Stapel geroosterde papadums, klaar om op te dienen.
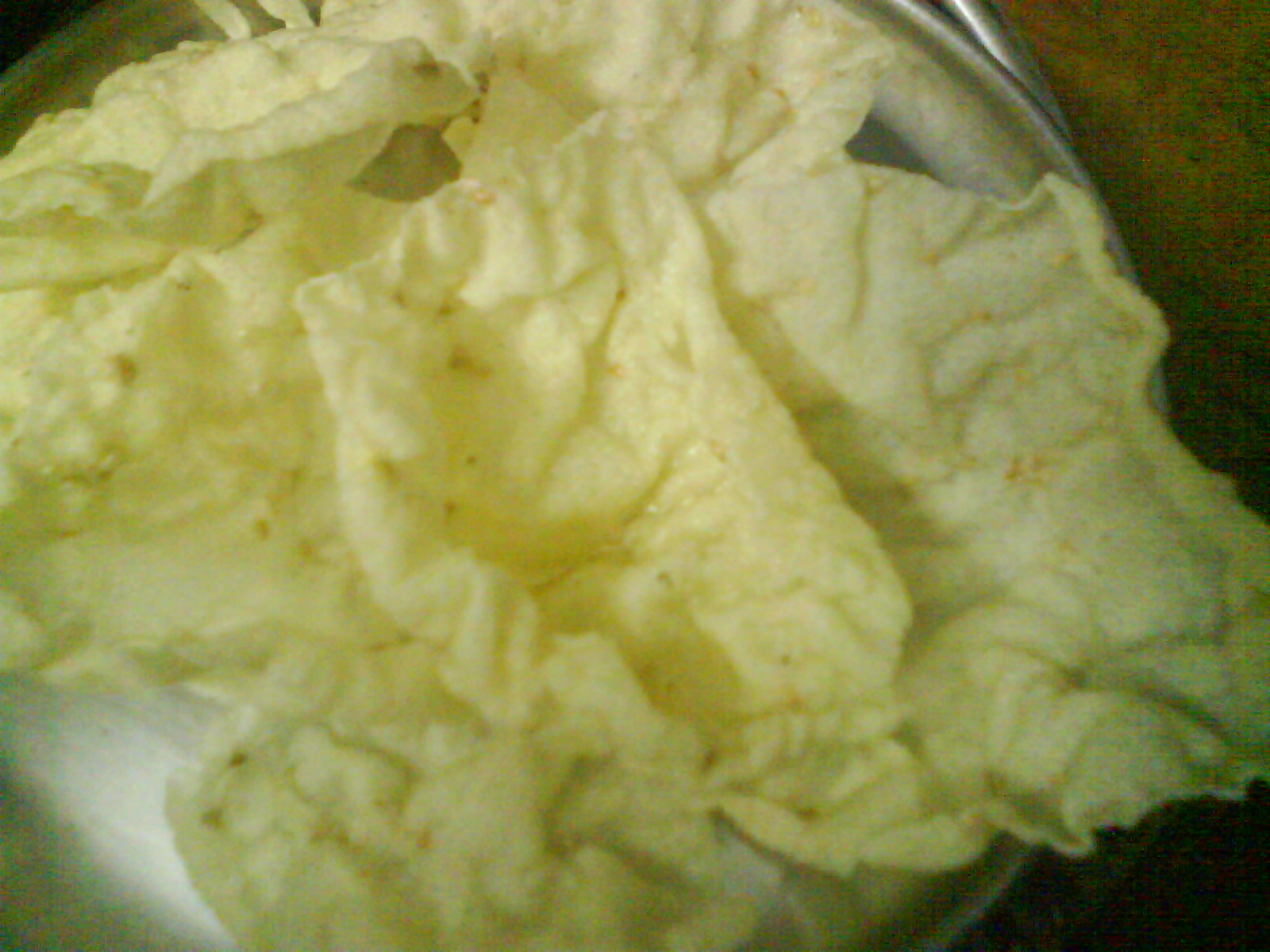
Rijstpapadum
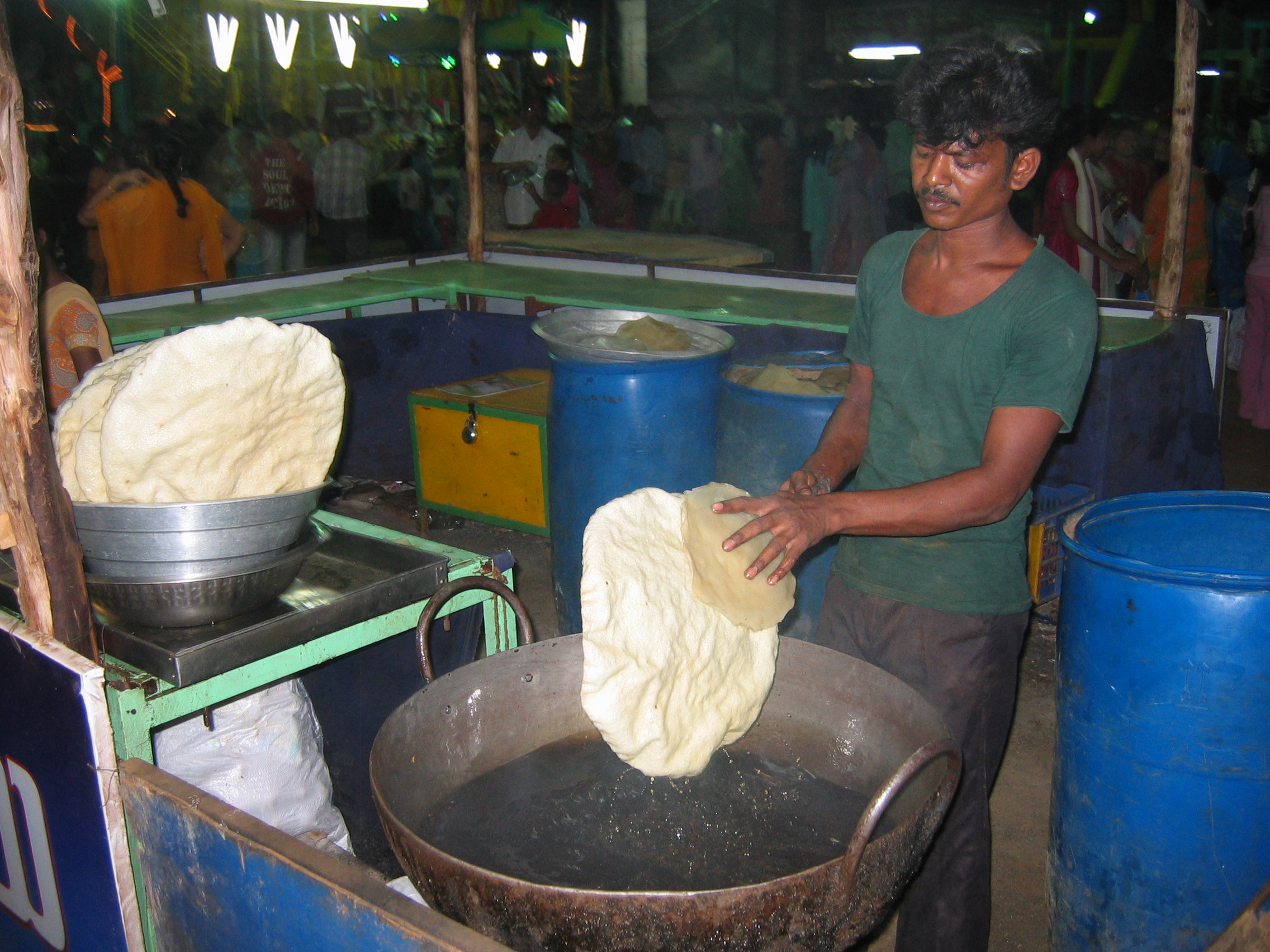
Gefrituurde papad bij een tentoonstelling in Guntur.
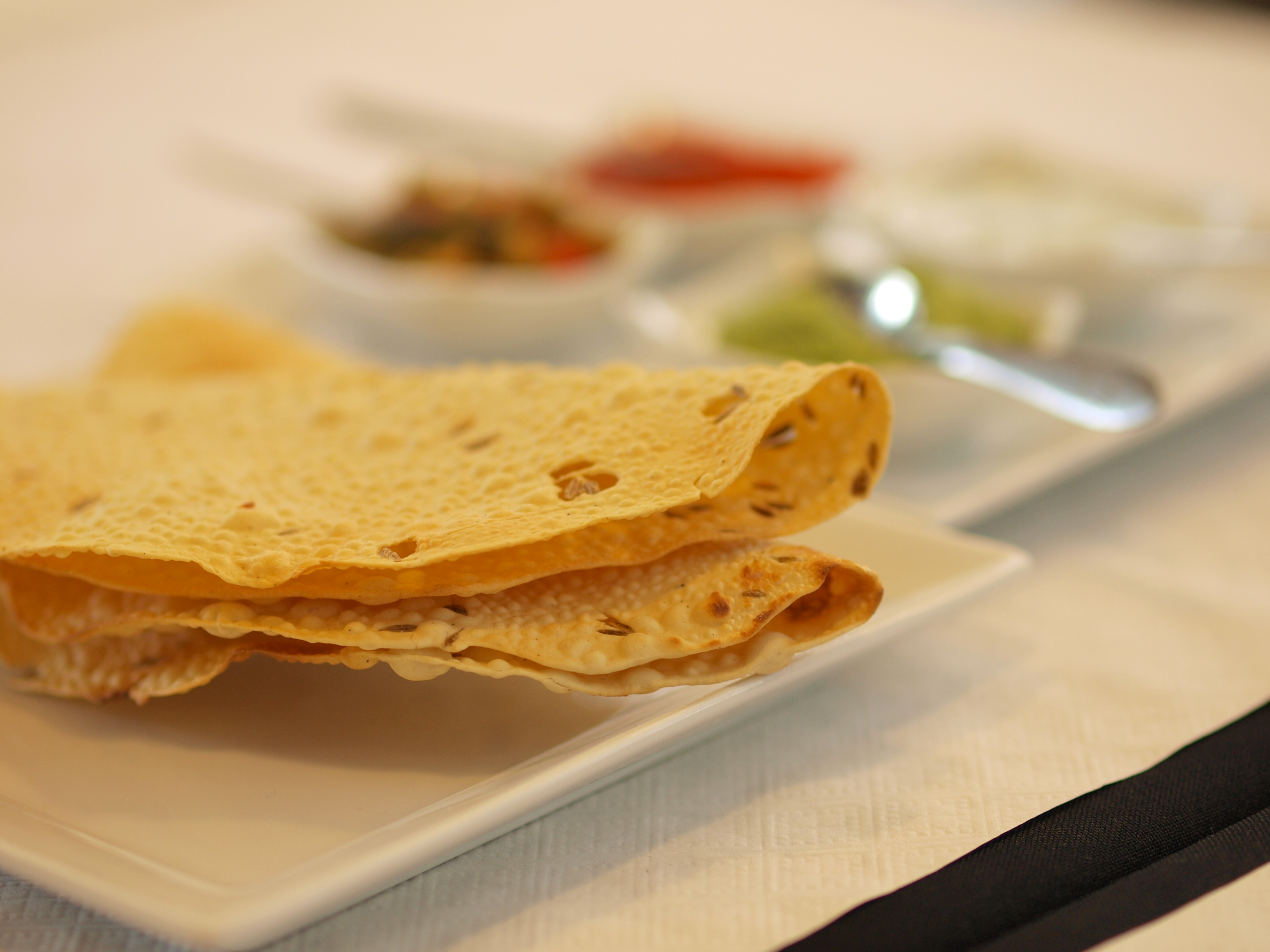
Papadum opgediend in Lissabon, Portugal.